# اورالسکی (باشقیرستان)
اورالسکی (به لاتین: Uralsky) یک منطقهٔ مسکونی در روسیه است که در باشقیرستان واقع شده‌است.